# Primeira Liga de 2011–12
A Primeira Liga do Campeonato Português de Futebol de 2011–12 foi a 78ª edição do principal escalão do futebol português e contou com dezasseis equipas. Esta edição teve início a 14 de agosto de 2011 e terminou a 13 de maio de 2012. O Porto sagrou-se bicampeão a duas jornadas do fim, terminando com seis pontos de vantagem sobre o segundo classificado, o Benfica. O Sporting de Braga voltou a terminar um campeonato nacional entre os 3 grandes, terminando a liga no 3º lugar e classificando-se pela 2ª vez na história à Liga dos Campeões.

## Transmissões televisivas
Em Portugal os jogos foram transmitidos pela Sport TV e TVI. A TVI transmitiu um jogo por jornada, em território nacional e em sinal aberto, num contrato válido até à época 2011–12. A Sport TV manteve o exclusivo dos clássicos.

## Participantes
| Equipas              | Equipas              | Equipas          | Equipas                             | Equipas                   | Equipas |
| Equipa               | Cidade               | Treinador        | Estádio                             | Época 2010/11             |         |
| -------------------- | -------------------- | ---------------- | ----------------------------------- | ------------------------- | ------- |
| Académica            | Coimbra              | Pedro Emanuel    | Estádio Cidade de Coimbra           | 14º lugar                 |         |
| Beira-Mar            | Aveiro               | Ulisses Morais   | Estádio Municipal de Aveiro         | 13º lugar                 |         |
| Benfica              | Lisboa               | Jorge Jesus      | Estádio da Luz                      | 2º lugar                  |         |
| SC Braga             | Braga                | Leonardo Jardim  | Estádio Municipal de Braga          | 3º lugar                  |         |
| Feirense             | Santa Maria da Feira | Henrique Nunes   | Estádio Marcolino de Castro         | 2º lugar da Liga Orangina |         |
| Gil Vicente          | Barcelos             | Paulo Alves      | Estádio Cidade de Barcelos          | 1º lugar da Liga Orangina |         |
| Marítimo             | Funchal              | Pedro Martins    | Estádio dos Barreiros               | 9º lugar                  |         |
| Nacional             | Funchal              | Pedro Caixinha   | Estádio da Madeira                  | 6º lugar                  |         |
| Olhanense            | Olhão                | Sérgio Conceição | Estádio José Arcanjo                | 11º lugar                 |         |
| Paços de Ferreira    | Paços de Ferreira    | Henrique Calisto | Estádio da Mata Real                | 7º lugar                  |         |
| FC Porto             | Porto                | Vítor Pereira    | Estádio do Dragão                   | 1º lugar                  |         |
| Rio Ave              | Vila do Conde        | Carlos Brito     | Estádio dos Arcos                   | 8º lugar                  |         |
| Sporting             | Lisboa               | Ricardo Sá Pinto | Estádio José Alvalade               | 3º lugar                  |         |
| Vitória de Guimarães | Guimarães            | Rui Vitória      | Estádio D. Afonso Henriques         | 5º lugar                  |         |
| Vitória de Setúbal   | Setúbal              | José Mota        | Estádio do Bonfim                   | 12º lugar                 |         |
| União de Leiria      | Leiria               | José Dominguez   | Estádio Municipal da Marinha Grande | 9º lugar                  |         |

## Resultados
|                      | ACA | BEM | BEN | SCB | FEI | GVI | MAR | NAC | OLH | PAÇ | POR | RAV | SCP | ULE | VGU | VSE |
| -------------------- | --- | --- | --- | --- | --- | --- | --- | --- | --- | --- | --- | --- | --- | --- | --- | --- |
| Académica            | –   | 0–1 | 0–0 | 0–0 | 4–0 | 0–2 | 0–1 | 4–0 | 0–1 | 0–1 | 0–3 | 1–0 | 1–1 | 0–0 | 0–2 | 1–0 |
| Beira-Mar            | 2–1 | –   | 0–1 | 1–2 | 2–1 | 1–0 | 1–2 | 0–3 | 1–2 | 2–0 | 1–2 | 0–0 | 0–0 | 0–1 | 0–1 | 2–3 |
| Benfica              | 4-1 | 3-1 | –   | 2–1 | 3–1 | 3–1 | 4–1 | 4–1 | 2–1 | 4–1 | 2–3 | 5–1 | 1–0 | 1–0 | 2–1 | 4–1 |
| Sp. Braga            | 2–1 | 1–0 | 1–1 | –   | 3–0 | 3–1 | 2–0 | 2–0 | 1–2 | 5–2 | 0–1 | 2–1 | 2–1 | 2–1 | 4–0 | 3–0 |
| Feirense             | 1–1 | 1–3 | 1–2 | 1–4 | –   | 0–0 | 2–2 | 0–0 | 1–1 | 0–0 | 0–0 | 2–0 | 0–2 | 2–1 | 1–3 | 1–0 |
| Gil Vicente          | 2–0 | 0–0 | 2–2 | 0–3 | 3–1 | –   | 0–0 | 0–3 | 1–1 | 1–2 | 3–1 | 0–0 | 2–0 | 2–1 | 3–1 | 0–1 |
| Marítimo             | 3–2 | 0–0 | 0–1 | 1–2 | 2–1 | 3–2 | –   | 2–4 | 2–1 | 1–1 | 0–2 | 2–1 | 2–0 | 1–0 | 2–1 | 1–0 |
| Nacional             | 4–1 | 2–1 | 0–2 | 1–3 | 2–0 | 3–1 | 2–2 | –   | 1–0 | 1–0 | 0–2 | 2–1 | 2–3 | 2–2 | 1–4 | 1–1 |
| Olhanense            | 0–2 | 2–1 | 0–0 | 3–4 | 1–2 | 0–0 | 0–0 | 4–4 | –   | 1–2 | 0–0 | 0–2 | 0–0 | 2–1 | 1–0 | 2–2 |
| Paços de Ferreira    | 2–0 | 0–3 | 1–2 | 1–1 | 3–1 | 1–2 | 1–1 | 0–2 | 1–1 | –   | 1–1 | 2–2 | 2–3 | 2–1 | 1–5 | 2–1 |
| FC Porto             | 1–1 | 3–0 | 2–2 | 3–2 | 2–0 | 3–1 | 2–0 | 5–0 | 2–0 | 3–0 | –   | 2–0 | 2–0 | 4–0 | 3–1 | 3–0 |
| Rio Ave              | 0–0 | 4–0 | 2–2 | 0–0 | 2–2 | 2–0 | 1–3 | 2–1 | 0–1 | 1–0 | 2–5 | –   | 2–3 | 2–0 | 0–1 | 3–0 |
| Sporting             | 2–1 | 2–0 | 1–0 | 3–2 | 1–0 | 6–1 | 2–3 | 1–0 | 1–1 | 1–0 | 0–0 | 1–0 | –   | 3–1 | 5–0 | 3–0 |
| União de Leiria      | 1–2 | 0–0 | 0–4 | 1–0 | 0–4 | 0–0 | 1–3 | 2–3 | 1–3 | 2–4 | 2–5 | 1–0 | 0–1 | –   | 1–0 | 2–0 |
| Vitória de Guimarães | 1–2 | 0–3 | 1–0 | 1–1 | 1–0 | 1–1 | 1–0 | 1–0 | 2–2 | 3–1 | 0–1 | 2–1 | 0–1 | 3–2 | –   | 3–0 |
| Vitória de Setúbal   | 1–1 | 1–0 | 1–3 | 0–1 | 1–1 | 0–0 | 1–1 | 0–3 | 2–3 | 2–1 | 1–3 | 2–1 | 1–0 | 1–0 | 1–0 | –   |

| Vitória do mandante; Vitória do visitante; Empate. | Em vermelho os jogos da próxima rodada; Em negrito os jogos "clássicos". |

## Tabela classificativa
| #  | Equipa               | Pts | J  | V  | E  | D  | GM | GS | DG  | M       | Qualificação/Relegação                                      |
| -- | -------------------- | --- | -- | -- | -- | -- | -- | -- | --- | ------- | ----------------------------------------------------------- |
| 1  | FC Porto (C)         | 75  | 30 | 23 | 6  | 1  | 69 | 19 | +50 | Estável | Fase de Grupos da Liga dos Campeões da UEFA de 2012/13      |
| 2  | Benfica (Q)          | 69  | 30 | 21 | 6  | 3  | 66 | 27 | +39 | Estável | Fase de Grupos da Liga dos Campeões da UEFA de 2012/13      |
| 3  | Sp. Braga (Q)        | 62  | 30 | 19 | 5  | 6  | 59 | 29 | +30 | Estável | 3ª Pré-Eliminatória da Liga dos Campeões da UEFA de 2012/13 |
| 4  | Sporting (Q)         | 59  | 30 | 18 | 5  | 7  | 47 | 26 | +21 | Estável | Play-Offs da Liga Europa da UEFA de 2012/13                 |
| 5  | Maritímo (Q)         | 50  | 30 | 14 | 8  | 8  | 41 | 38 | +3  | Estável | 3ª Pré-Eliminatória da Liga Europa da UEFA de 2012/13       |
| 6  | Vitória de Guimarães | 45  | 30 | 14 | 3  | 13 | 40 | 40 | +0  | Estável |                                                             |
| 7  | Nacional             | 44  | 30 | 13 | 5  | 12 | 48 | 50 | –2  | Estável |                                                             |
| 8  | Olhanense            | 39  | 30 | 9  | 12 | 9  | 36 | 38 | –2  | Estável |                                                             |
| 9  | Gil Vicente          | 34  | 30 | 7  | 10 | 12 | 31 | 42 | –11 | Estável |                                                             |
| 10 | Paços de Ferreira    | 31  | 30 | 8  | 7  | 15 | 35 | 53 | –18 | Estável |                                                             |
| 11 | Vitória de Setúbal   | 30  | 30 | 8  | 6  | 16 | 24 | 49 | –25 | Estável |                                                             |
| 12 | Beira-Mar            | 29  | 30 | 8  | 5  | 17 | 26 | 38 | –12 | Estável |                                                             |
| 13 | Académica (Q)        | 29  | 30 | 7  | 8  | 15 | 27 | 38 | –11 | 1       | Fase de grupos da Liga Europa da UEFA de 2012/13            |
| 14 | Rio Ave              | 28  | 30 | 7  | 7  | 16 | 33 | 42 | –6  | 1       |                                                             |
| 15 | Feirense (R)         | 24  | 30 | 5  | 9  | 16 | 27 | 49 | –22 | Estável | Despromoção à Liga Orangina 2012/13                         |
| 16 | União de Leiria (R)  | 19  | 30 | 5  | 4  | 21 | 25 | 56 | –31 | Estável | Despromoção à Liga Orangina 2012/13                         |

Legenda:
- (C): Campeão
- (R): Despromovido
- (Q): Qualificado para o torneio indicado

Critérios de Desempate (da 1ª a 29ª Jornada):
1. Maior diferença entre golos marcados e golos sofridos (geral)
2. Maior número de vitórias na competição (geral)
3. Maior número de golos marcados na competição (geral)

Critérios de Desempate (no final do campeonato):
1. Confronto direto
2. Maior diferença entre golos marcados e golos sofridos nos jogos entre as equipas empatadas
3. Maior número de golos marcados no campo do adversário
4. Maior diferença entre golos marcados e golos sofridos (geral)
5. Maior número de vitórias na competição (geral)
6. Maior número de golos marcados na competição (geral)

## Artilheiros
| # | Jogador               | Clube                | Golos |
| - | --------------------- | -------------------- | ----- |
| 1 | Óscar Cardozo         | Benfica              | 20    |
| 1 | Lima                  | Braga                | 20    |
| 3 | Hulk                  | Porto                | 16    |
| 4 | Ricky van Wolfswinkel | Sporting CP          | 14    |
| 5 | James Rodríguez       | Porto                | 13    |
| 6 | João Tomás            | Rio Ave              | 11    |
| 6 | Edgar Silva           | Vitória de Guimarães | 11    |
| 6 | Nolito                | Benfica              | 11    |
| 9 | Baba Diawara          | Marítimo             | 10    |
| 9 | Claudemir             | Nacional             | 10    |
| 9 | Bruno César           | Benfica              | 10    |
| 9 | Melgarejo             | Paços de Ferreira    | 10    |
| 9 | Mario Rondón          | Nacional             | 10    |

Nota: Cardozo ganhou o troféu devido a ter menos minutos jogados do que Lima durante a prova.

## Assistências
| # | Jogador         | Clube     | Assistências |
| - | --------------- | --------- | ------------ |
| 1 | Hulk            | Porto     | 10           |
| 2 | Pablo Aimar     | Benfica   | 9            |
| 2 | Danilo Dias     | Marítimo  | 9            |
| 4 | James Rodríguez | Porto     | 8            |
| 5 | Nicolás Gaitán  | Benfica   | 7            |
| 5 | Nolito          | Benfica   | 7            |
| 5 | Alan            | Braga     | 7            |
| 5 | Wilson Eduardo  | Olhanense | 7            |
| 5 | Lima            | Braga     | 7            |

## Campeão
| Campeão Português 2011/12 |
| ------------------------- |
| FC Porto 26° título       |